# Scopula rufomixtaria
Scopula rufomixtaria is een vlinder uit de familie spanners (Geometridae). De wetenschappelijke naam is voor het eerst geldig gepubliceerd in 1863 door de Graslin.
De soort komt voor in Europa.